# Generaladmiral

Pavillon d'un Generaladmiral de la Kriegsmarine.

Generaladmiral est un grade militaire utilisé par la Kriegsmarine, la marine de guerre du Troisième Reich qui a existé entre 1935 et 1945.

## Description
Ce grade est le deuxième grade le plus élevé de la Kriegsmarine : il se place juste après celui de Großadmiral, et devant celui d'Admiral.

## Personnalités ayant porté ce grade
Erich Raeder a été le premier officier allemand à atteindre ce grade le 20 avril 1936. Les autres détenteurs du grade ont ensuite été :
1. Conrad Albrecht (1880-1969), le 1er avril 1939 ;
2. Alfred Saalwächter (1883-1945), le 1er janvier 1940 ;
3. Rolf Carls (1885-1945), le 19 juillet 1940 ;
4. Hermann Boehm (1884-1972), le 1er avril 1941 ;
5. Karl Witzell (1884-1976), le 1er avril 1941 ;
6. Otto Schultze (1884-1966), le 31 août 1942 ;
7. Wilhelm Marschall (1886-1976), le 1er février 1943 ;
8. Otto Schniewind (1887-1964), le 1er mars 1944 ;
9. Walter Warzecha (1891-1956), le 1er mars 1944 ;
10. Oskar Kummetz (1891-1980), le 16 septembre 1944 ;
11. Hans-Georg von Friedeburg (1895-1945), le 1er mai 1945.

Par ailleurs, Karl Dönitz a été promu Großadmiral en janvier 1943 (au moment de sa nomination à la tête de la Kriegsmarine), sans être préalablement passé par le grade de Generaladmiral : il succédait alors au Großadmiral Erich Raeder, évincé.

## Insignes
|  | Les pattes d'épaule d'un Generaladmiral sont les mêmes que celles d'un Generaloberst de la Heer (tressées d'or et d'argent avec trois étoiles d'argent) mais avec une couleur de fond bleue à la place du rouge. On les trouve majoritairement sur les capotes. |  | |
|  | Sur les manches figurent une bande large et trois bandes moyennes surmontées d'une étoile. |  | Si l'officier est Oberbefhlshaber der Kriegsmarine, figurent quatre bandes moyennes (au lieu de trois), s'ajoutant à une bande large, et surmontées d'une étoile (les bas de manches sont alors identiques à ceux d'un Großadmiral). |